# Antonio Albonetti
Antonio Paolo Albonetti, né le 28 mars 1942 à Faenza en Émilie-Romagne, est un coureur cycliste italien, professionnel de 1966 à 1969,.

## Palmarès
- 1961
  - 2e de Florence-Viareggio
- 1962
  - Coppa Città del Marmo
  - La Nazionale a Romito Magra
  - 2e du Grand Prix de Camaiore
- 1963
  - Trophée Minardi
  - 2e de Florence-Viareggio
- 1964
  - Coppa Varignana
  - Trofeo Napoleone Faina
  - Gran Premio Industria del Cuoio e delle Pelli
  - Coppa Mobilio Ponsacco
- 1965
  - 2e du Grand Prix de Camaiore
  - 3e de la Coppa Pietro Linari
- 1966
  - Trophée Matteotti amateurs
  - 4e étape du Tour du Piémont amateurs
  - 12e étape de la Course de la Paix
  - 1rea (contre-la-montre par équipes) et 5e étapes du Tour de l'Avenir
- 1967
  - 2e du Grand Prix Campagnolo

## Résultats sur les grands tours

### Tour d'Italie
3 participations
- 1967 : 59e
- 1968 : 62e
- 1969 : abandon (12e étape)